# 拉克梅德 (加利福尼亞州)
拉克梅德（英語：Larkmead）是位於美國加利福尼亞州納帕縣的一個非建制地區。該地的面積和人口皆未知。

## 地理
拉克梅德的座標為38°33′32″N 122°31′23″W / 38.55889°N 122.52306°W，而該地的平均海拔高度為89米（即292英尺）。